# Pioneer (Automarke, 1896)
Pioneer war eine US-amerikanische Automarke.

## Markengeschichte
Der Deutschstämmige John Albert Meyer begann 1893 in San Francisco in Kalifornien mit der Entwicklung eines Automobils. 1896 war es fertig. Zwei weitere folgten, die auch verkauft wurden. Der Markenname lautete Pioneer. Meyer war ab 1894 für die J. L. Hicks Gas Engine Company tätig. Es ist möglich, dass er die Fahrzeuge dort herstellte. 1899 endete die Produktion. Insgesamt entstanden drei Fahrzeuge.
Es gab weitere US-amerikanische Personenkraftwagen der Marke Pioneer: Pioneer Car Company (1907–1912), Pioneer (1914) und Pioneer (1959).

## Fahrzeuge
Das erste Fahrzeug hatte einen Einzylindermotor. Der offene Runabout bot Platz für zwei Personen. Meyer setzte das Fahrzeug sowohl in der San Francisco Bay Area als auch bei der Parade anlässlich des Unabhängigkeitstags der Vereinigten Staaten am 4. Juli 1897 ein. Das Fahrzeug ist erhalten geblieben.
Ein Fahrzeug kaufte der Arzt J. W. Jesse aus Santa Rosa, der es für Fahrten durch den Sonoma County benutzte.
George Colgate, der Herausgeber des Orland Register, kaufte das andere Fahrzeug.